# Hanna Faulhaber
Hanna Faulhaber est une skieuse acrobatique américaine née le 4 septembre 2004. Elle devient championne du monde de half-pipe lors des Mondiaux de 2023.

## Palmarès

### Championnats du monde
| Épreuve / Édition       | Half-pipe            |
| Mondiaux 2023 Bakuriani | Médaille d'or, monde |

### Coupe du monde
- 5 podiums.

### Jeux olympiques de la jeunesse
- Médaille de bronze en half-pipe aux Jeux olympiques de la jeunesse d'hiver de 2020